# Campeonato Esloveno de Futebol de 2018-19
O Campeonato Esloveno de Futebol de 2018-19, oficialmente em Língua eslovena e por questões de patrocínio "Telekom Slovenije Liga 18/19", (organizado pela Associação de Futebol da Eslovênia) foi a 28º edição do campeonato do futebol de Eslovênia. Os clubes jogavam em turno e returno - duas vezes. O campeão se classificava para a Liga dos Campeões da UEFA de 2019–20 e o vice e o terceiro se classificavam para a Liga Europa da UEFA de 2019–20. O último colocado era rebaixado para o Campeonato Esloveno de Futebol de 2019–20 - Segunda Divisão. O penúltimo jogava playoffs com o vice campeão do ascenso.

## Participantes
| Equipe      | Cidade        | Região            | No ano anterior                                                                                | Estádio                      | Capacidade | Títulos | Participações |
| ----------- | ------------- | ----------------- | ---------------------------------------------------------------------------------------------- | ---------------------------- | ---------- | --- | ------------- |
| Celje       | Celje         | Savinjska         | Quinto Lugar                                                                                   | Estádio Z'dežele             | 13.059     | 0 (não possui) | 28            |
| Gorica      | Nova Gorica   | Goriška           | Sexto Lugar                                                                                    | Parque Desportivo Gorica     | 3.066      | 4 (1995-96, 2003-04, 2004-05, 2005-06)                                                                                              | 28            |
| Maribor     | Maribor       | Podravska         | Vice Campeão                                                                                   | Estádio Ljudski vrt          | 12.435     | 13 (1996-97, 1997-98, 1998-99, 1999-2000, 2000-01, 2001-02, 2002-03, 2008-09, 2010-11, 2012-13, 2011-12, 2012-13, 2014-15, 2016-17) | 27            |
| Domžale     | Domžale       | Eslovénia Central | Terceiro Lugar                                                                                 | Parque Desportivo Domžale    | 3.212      | 2 (2006-07, 2007-08) | 20            |
| Rudar       | Velenje       | Savinjska         | Quarto Lugar                                                                                   | Estádio Municipal Ob Jezeru  | 1.400      | 0 (não possui) | 24            |
| NK Olimpija | Liubliana     | Eslovénia Central | Campeão                                                                                        | Parque Desportivo Stožice    | 16.038     | 2 (2015-16, 2017-18) | 10            |
| Krško       | Krško         | Baixo Posavje     | Sétimo Lugar                                                                                   | Estádio Matija Gubec         | 1.470      | 0 (não possui) | 4             |
| Aluminij    | Kidričevo     | Podravska         | Oitavo Lugar                                                                                   | Parque Desportivo Aluminij   | 532        | 0 (não possui) | 4             |
| Triglav     | Kranj         | Alta Carníola     | Ganhador dos playoffs com clube do Campeonato Esloveno de Futebol de 2017-18 - Segunda Divisão | Estádio Stanko Mlakar        | 2.060      | 0 (não possui) | 8             |
| NŠ Mura     | Murska Sobota | Pomurska          | Acesso pelo Campeonato Esloveno de Futebol de 2017-18 - Segunda Divisão                        | Estádio Municipal Fazanerija | 3.782      | 0 (não possui) | 1             |

## Resultados
| Pos | Equipe      | Pts | J  | V  | E  | D  | GP | GC | SG  | Classificação ou descenso                                                              |
| --- | ----------- | --- | -- | -- | -- | -- | -- | -- | --- | -------------------------------------------------------------------------------------- |
| 1   | Maribor (C) | 78  | 36 | 23 | 9  | 4  | 81 | 33 | +48 | Classificado para a Liga dos Campeões da UEFA de 2019–20                               |
| 2   | Olimpija    | 69  | 36 | 20 | 9  | 7  | 73 | 47 | +26 | Classificado para a Liga Europa da UEFA de 2019–20                                     |
| 3   | Domžale     | 63  | 36 | 18 | 9  | 9  | 76 | 47 | +29 | Classificado para a Liga Europa da UEFA de 2019–20                                     |
| 4   | Mura        | 52  | 36 | 13 | 13 | 10 | 52 | 36 | +16 | Classificado para a Liga Europa da UEFA de 2019–20                                     |
| 5   | Celje       | 49  | 36 | 12 | 13 | 11 | 45 | 51 | −6  |                                                                                        |
| 6   | Aluminij    | 48  | 36 | 14 | 6  | 16 | 50 | 53 | −3  |                                                                                        |
| 7   | Rudar       | 43  | 36 | 12 | 7  | 17 | 50 | 73 | −23 |                                                                                        |
| 8   | Triglav     | 37  | 36 | 10 | 7  | 19 | 51 | 83 | −32 |                                                                                        |
| 9   | Gorica (R)  | 31  | 36 | 7  | 10 | 19 | 44 | 63 | −19 | Joga playoffs com clube do Campeonato Esloveno de Futebol de 2018–19 - Segunda Divisão |
| 10  | Krško (R)   | 24  | 36 | 5  | 9  | 22 | 29 | 65 | −36 | Rebaixamento para o Campeonato Esloveno de Futebol de 2019–20 - Segunda Divisão        |

1. ↑  Olimpija Ljubljana se qualificou para a Liga Europa por vencer a Copa da Eslovénia 2018–19. Por isso o subsequente também foi classificado

## Campeão
| Campeão Esloveno 2018-19               |
| -------------------------------------- |
| Maribor (Maribor) (15º título) Campeão |